# Napoleon Bonaparte na pokładzie „Bellerophona” w Plymouth Sound
Napoleon Bonaparte na pokładzie „Bellerophona” w Plymouth Sound (ang. Napoleon Bonaparte on Board the 'Bellerophon' in Plymouth Sound) – obraz olejny namalowany przez angielskiego malarza Charlesa Locka Eastlake’a w 1815, znajdujący się w zbiorach National Maritime Museum w Greenwich w Londynie.

## Tło historyczne
15 lipca 1815 były cesarz Francuzów Napoleon Bonaparte poddał się w Rochefort kapitanowi Frederickowi Lewisowi Maitlandowi dowodzącemu brytyjską fregatą HMS „Bellerophon”. Maitland sprowadził Napoleona do Anglii, gdzie został zatrzymany na fregacie w Plymouth Sound, w czasie gdy rozstrzygał się jego los. Napoleon pojawiał się na pokładzie „Bellerophona” około 18:00, tak by mogli go zobaczyć liczni ciekawscy turyści zgromadzeni na łodziach, co umożliwiło Eastlake’owi wykonanie szybkich szkiców potrzebnych do portretu Bonapartego.

## Opis obrazu
Obraz to pełnometrażowy nieco skierowany w lewo portret Napoleona w mundurze szaserów i bikornie z trójkolorową kokardą na głowie. Odznaczenia na mundurze to Legia Honorowa, Order Cesarski Zjednoczenia i Order Korony Żelaznej. Bonaparte stoi na trapie „Bellerophona”, opierając się prawym łokciem o nadburcie, na którym spoczywa flaga Wielkiej Brytanii. Za Napoleonem, po prawej, stoi generał Henri Gatien Bertrand z częściowo łysą głową odwróconą w lewo, towarzyszący Napoleonowi aż do śmierci cesarza na Wyspie Świętej Heleny w maju 1821. Po lewej stronie obrazu obok generała Bertranda widać twarz polskiego porucznika Karola Piątkowskiego w mundurze ze Szwadronu Elby dowodzonego przez Pawła Jerzmanowskiego. Piątkowski towarzyszył Napoleonowi na Świętej Helenie niecały rok, po czym opuścił wyspę 19 października 1816 i powrócił do Europy z tajną misją do Londynu. Brytyjski żołnierz z prawej strony stoi z karabinem przed Bertrandem. W lewym dolnym rogu obrazu widać marynarza ubranego w niebiesko-biały pasiasty sweter patrzącego na Napoleona. Marynarz na przegubie prawego łokcia ma nawiniętą linę, podobną do liny owiniętej na burcie fregaty po prawej stronie. Obok liny na burcie znajduje się złożony hamak marynarza oznaczony jako „S 57”.